# 日本フリーメソジスト教団
日本フリーメソジスト教団（にほんフリーメソジストきょうだん、英語：Freemethodist Church of Japan）は日本のプロテスタント系メソジスト派の団体の1つ。日本福音同盟に加盟している。

## 年表
- 1860年 北米メソジスト監督教会より分離したB.T.ロバーツ（英語版）がアメリカにおいて自由メソジスト教会を結成した。
- 1896年 柿原正次、河辺貞吉らによって淡路島から開拓伝道を開始した。関西地方、首都圏で教会が形成される。最初の教会は「自由美以福良基督教会」（現・単立福良キリスト教会）
- 1903年 河辺貞吉が第5回内国勧業博覧会（大阪・新世界）会場にて伝道を開始。同年4月玉水橋南詰借家にて伝道開始、これより大阪自由メソヂスト教会（現・大阪日本橋キリスト教会）に発展
- 1905年 1月1日、第1回新年聖会開催。大阪伝道学館（後の大阪自由メソヂスト神学校）開設。
- 1923年 日本年会に昇格、河辺貞吉が年会部長に就任。
- 1931年 聖書解釈問題により西阪保治、馬場嘉市らが教団を去る。全教会自給独立。
- 1941年 日本基督教団が設立され、教団第8部として参加する。
- 1947年 日本基督教団内部にFM会が設立される。
- 1952年 日本基督教団を離脱し、日本自由メソヂスト教団設立が決定される。
- 1953年 日本自由メソヂスト教団設立総会。
- 1953年 関東地方では北米引退牧師夫人による開拓伝道により現在の東京フリー・メソジスト教会の母体となる小金井教会が設立される。
- 1966年 日本総会に昇格。
- 1970年 日本自由メソヂスト教団総会封鎖事件が発生。
- 1984年 24教会が参加して日本フリーメソジスト教団を設立する。
- 1986年 日本福音同盟に創立会員として参加する。
- 1999年 教団が宗教法人として認証される。
- 2000年 東京フリー・メソジスト教会との合流のための暫定総会規則案が同教会総会で不成立、廃案となる。

## 由来と日本伝道小史

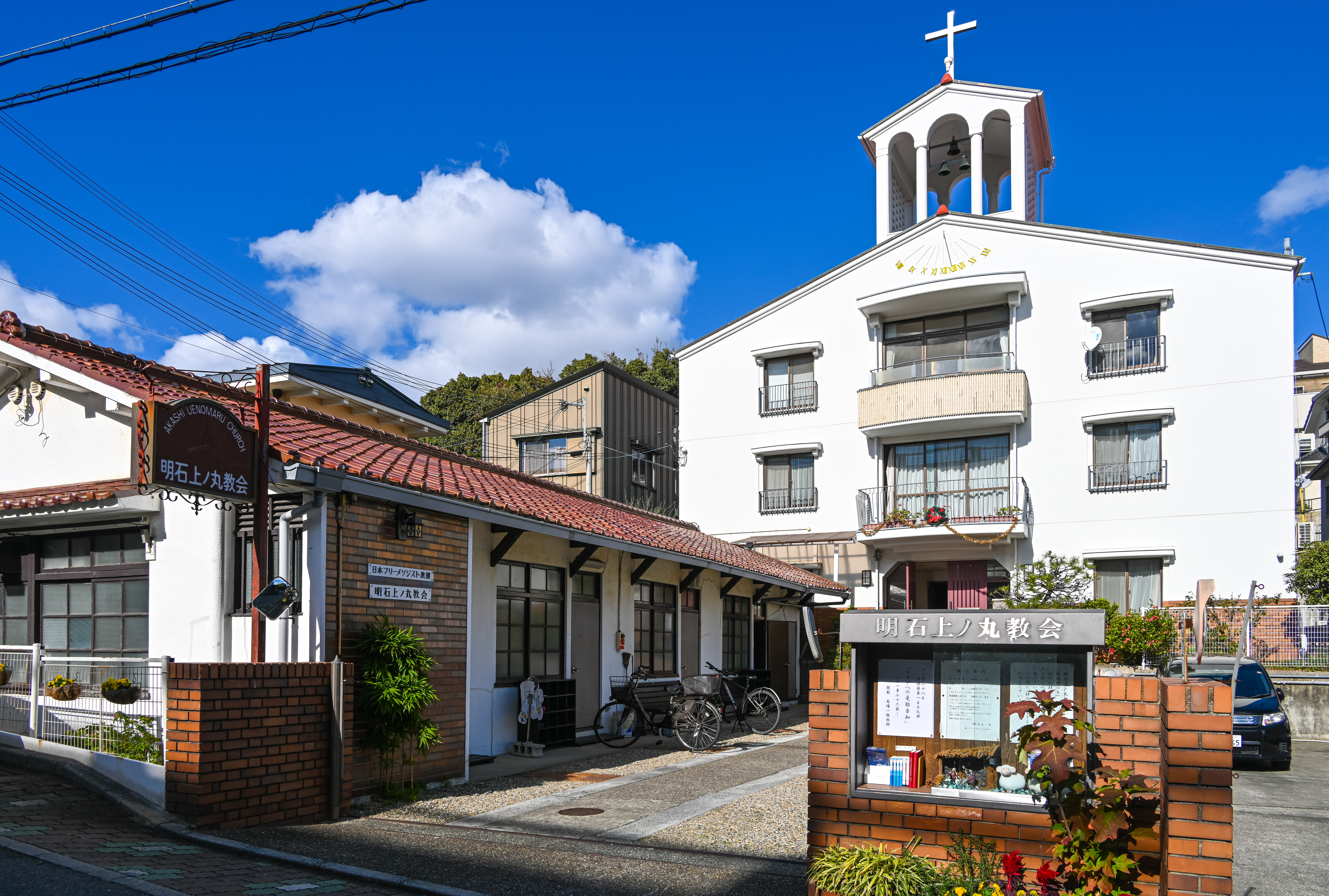
明石市にある明石上ノ丸教会

自由メソジスト教会は、B.T.ロバーツが当時の北米メソジスト監督教会における自由主義神学的傾向にともなう聖会（聖霊によるきよめをもとめるために行う集会）の軽視、教会の有料座席制度、秘密結社との関わりなどについて批判し、同教会ジェネシー年会において除名され、総会への上告が認められなかったため、同志とともに独立し、聖書主義、福音的アルミニアン・プロテスタント主義とともに座席の完全無料化、あらゆる差別からの自由を訴えた。信徒の誓約事項に、盟約により自由を拘束される結社に加入しないことが含まれている。「フリー」には自由のほか、「無料」の意味もこめられている。
日本における自由メソジストの伝道は北米総会外国伝道局宣教師柿原正次、河辺貞吉らの淡路島伝道に始まる。河辺貞吉は当初、大阪東部メソヂスト教会（現・日本基督教団東梅田教会）との契約で淡路島全島トラクト配布と開拓伝道を展開していたが、柿原正次の要請によりともに自由メソジスト教会の働きにつき、1898年自由美以福良基督教会を設立。
1903年大阪で行われた第5回内国勧業博覧会に際し会場で天幕伝道を行い、そこから道がついて現在の大阪日本橋キリスト教会に発展する。のちに聖書解釈問題で教会を去る西阪保治（文書伝道者、日曜学校教材の出版事業や「聖書大辞典」編纂で知られる）、馬場嘉市、亀水松太郎（のち独立して現在の日本基督教団阿倍野教会・大道教会を開拓）河辺満甕らを輩出している。
初期から現在まで毎年新年聖会を開催するほか、関西聖会との関わりも深い。戦後、北米総会の引退牧師夫人エバ・B．ミリカンが宣教師として来日、自宅を開放して学生伝道を行ったが、信仰的に一致できなくなり、1958年に単立教会となる。ここから現在の東京フリー・メソジスト教会に発展する。
1960年代後半の70年安保闘争は大学紛争として各学園に吹き荒れ、神学校・キリスト教主義学校にもその波は押し寄せた。そのような中で1970年、日本自由メソヂスト教団総会が大阪万博、靖国神社問題、大阪キリスト教短期大学の問題などをめぐり紛糾し、「自由メソヂスト変革委員会」を名乗る教職・信徒によって封鎖される。その後このいわゆる「教団問題」が長期化し、教団の再生とアルミニアン・プロテスタント主義に立つことを願う諸教会は1984年に日本フリーメソジスト教団を結成した。
現在、奈良県奈良市に事務局を置き、中部教区（大阪府・奈良県・和歌山県・京都府・愛知県）に14、西部教区（兵庫県）に6、東部教区（東京都・埼玉県・静岡県・茨城県・福島県・宮城県）に７，合計２７の教会・伝道所・集会がある。
大阪日本橋キリスト教会は2013年、同教団を脱退し単立となった。

## 信仰の特色
フリーメソジストに特徴的なものは「全き聖化」(entire sanctification)ということばで表されるメソジストにおける聖化の教義の強調である。聖化の経験に導くための聖会が重視される。

## 参考資料
- 『日本フリーメソジスト教団 20年のあゆみ』日本フリーメソジスト教団、2004年
- 『深き渕より汝を呼べり～　日本自由メソヂスト教団紛争記録』日本自由メソヂスト教団、1979年
- 『聖霊による前進－日本フリーメソジスト90周年記念－』日本フリーメソジスト教団、1986年
- 『日本フリーメソジスト教団　教憲』日本フリーメソジスト教団、1992年
- 『日本フリーメソジスト教団大阪日本橋キリスト教会創立百周年記念誌』日本フリーメソジスト教団大阪日本橋キリスト教会、2003年